# Het Nieuwe Huis

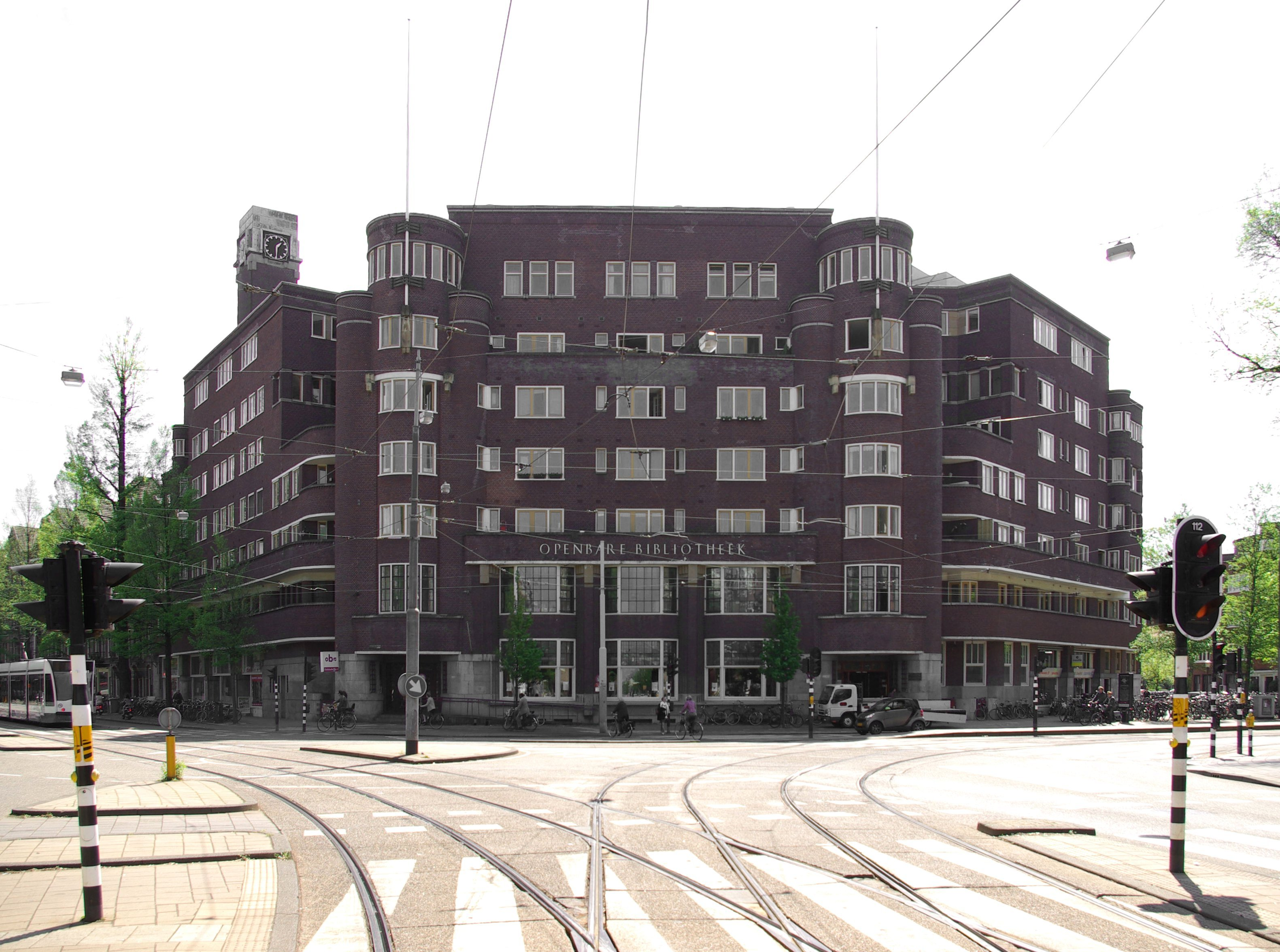
Het Nieuwe Huis, 2011

Het Nieuwe Huis is een appartementencomplex (Amsterdamse School) met een portiersloge aan het Roelof Hartplein, aan de kop van de Van Baerlestraat in Amsterdam Oud-Zuid. Het gebouw staat sinds 2004 op de rijksmonumentenlijst.
Het pand is ontworpen door architect Barend van den Nieuwen Amstel. In 1928 werd het opgeleverd met als doel onderdak te bieden aan (gegoede) vrijgezellen, voor wie het in de jaren twintig moeilijker was een woning te vinden dan voor gezinnen. Het Nieuwe Huis heeft 188 kleine tot middelgrote appartementen. Onderin bevinden zich een vestiging van de Openbare Bibliotheek Amsterdam en een loge.
In 1974 maakte schrijver en dichter Jan Arends een einde aan zijn leven door uit het raam van zijn appartement aan de binnentuin van 'Het Nieuwe Huis' te springen. Op de dag van zijn dood verscheen zijn dichtbundel Lunchpauzegedichten.
Aan de speelse gevel met rondingen en trapvensters is de invloed van de Amsterdamse School af te lezen.